# Szwecja na Letnich Igrzyskach Olimpijskich 2020
Szwecję na Letnich Igrzyskach Olimpijskich 2020 reprezentowało 133 zawodników: 58 mężczyzn i 51 kobiet. Był to 28. start reprezentacji Szwecji na letnich igrzyskach olimpijskich.

## Zdobyte medale[3]
| Medal  | Zawodnik | Dyscyplina    | Konkurencja                          | Rezultat                                               | Data       |
| ------ | --- | ------------- | ------------------------------------ | ------------------------------------------------------ | ---------- |
| Złoto  | Daniel Ståhl | Lekkoatletyka | rzut dyskiem mężczyzn                | 68,90 m                                                | 31 lipca   |
| Złoto  | Armand Duplantis | Lekkoatletyka | skok o tyczce mężczyzn               | 6,02 m                                                 | 3 sierpnia |
| Złoto  | Peder Fredricson, Malin Baryard-Johnsson, Henrik von Eckermann | Jeździectwo   | skoki przez przeszkody drużynowo     | 0 pkt                                                  | 7 sierpnia |
| Srebro | Simon Pettersson | Lekkoatletyka | rzut dyskiem mężczyzn                | 67,39 m                                                | 31 lipca   |
| Srebro | Sarah Sjöström | Pływanie      | 50 m stylem dowolnym kobiet          | 24,07 s                                                | 1 sierpnia |
| Srebro | Josefin Olsson | Żeglarstwo    | klasa Laser Redial                   | 43 pkt                                                 | 1 sierpnia |
| Srebro | Anton Dahlberg, Fredrik Bergström | Żeglarstwo    | klasa 470 mężczyźni                  | 81 pkt                                                 | 4 sierpnia |
| Srebro | Peder Fredricson | Jeździectwo   | skoki przez przeszkody indywidualnie | 0 pkt                                                  | 4 sierpnia |
| Srebro | Hedvig Lindahl, Jonna Andersson, Emma Kullberg, Hanna Glas, Hanna Bennison, Magdalena Eriksson, Madelen Janogy, Lina Hurtig, Kosovare Asllani, Sofia Jakobsson, Stina Blackstenius, Jennifer Falk, Amanda Ilestedt, Nathalie Björn, Olivia Schough, Filippa Angeldahl, Caroline Seger, Fridolina Rolfö, Anna Anvegård, Julia Roddar, Rebecka lomqvist, Zećira Mušović | Piłka nożna   | turniej kobiet                       | W finale uległy reprezentacji Kanady w rzutach karnych | 6 sierpnia |

## Skład kadry

### Badminton
| Zawodnik        | Konkurencja        | Faza grupowa                      | Faza grupowa            | Faza grupowa     | Pozycja | 1/8              | Ćwierćfinały     | Półfinały        | Finał            | Finał   | Źródło            |
| Zawodnik        | Konkurencja        | Przeciwnik Wynik                  | Przeciwnik Wynik        | Przeciwnik Wynik | Pozycja | Przeciwnik Wynik | Przeciwnik Wynik | Przeciwnik Wynik | Przeciwnik Wynik | Pozycja | Źródło            |
| --------------- | ------------------ | --------------------------------- | ----------------------- | ---------------- | ------- | ---------------- | ---------------- | ---------------- | ---------------- | ------- | ----------------- |
| Felix Burestedt | gra pojedyncza (m) | Chou Tien-chen 0:2 (12-21, 11-21) | Yang 2:0 (21-12, 21-17) | N\A              | 2.      | NQ               | NQ               | NQ               | NQ               | 15.     | [ 4 ] [ 5 ] [ 6 ] |

### Boks
| Zawodnik         | Konkurencja           | 1/16             | 1/8              | Ćwierćfinał      | Półfinał         | Finał            | Finał   | Źródło |
| Zawodnik         | Konkurencja           | Przeciwnik Wynik | Przeciwnik Wynik | Przeciwnik Wynik | Przeciwnik Wynik | Przeciwnik Wynik | Miejsce | Źródło |
| ---------------- | --------------------- | ---------------- | ---------------- | ---------------- | ---------------- | ---------------- | ------- | ------ |
| Adam Chartoi     | waga średnia mężczyzn | Verón P 0-5      | NQ               | NQ               | NQ               | NQ               | 17.     | [ 7 ]  |
| Agnes Alexiusson | waga lekka kobiet     | Wu Shih-yi P 1-4 | NQ               | NQ               | NQ               | NQ               | 17.     | [ 8 ]  |

### Gimnastyka
Mężczyźni
| Zawodnik       | Konkurencja                 | Kwalifikacje | Kwalifikacje | Kwalifikacje | Kwalifikacje | Kwalifikacje | Kwalifikacje | Kwalifikacje | Kwalifikacje | Finał    | Finał    | Finał    | Finał    | Finał    | Finał    | Finał | Finał   | Źródło |
| Zawodnik       | Konkurencja                 | Przyrząd     | Przyrząd     | Przyrząd     | Przyrząd     | Przyrząd     | Przyrząd     | Razem        | Pozycja      | Przyrząd | Przyrząd | Przyrząd | Przyrząd | Przyrząd | Przyrząd | Razem | Pozycja | Źródło |
| Zawodnik       | Konkurencja                 | F            | PH           | R            | V            | PB           | HB           | Razem        | Pozycja      | F        | PH       | R        | V        | PB       | HB       | Razem | Pozycja | Źródło |
| -------------- | --------------------------- | ------------ | ------------ | ------------ | ------------ | ------------ | ------------ | ------------ | ------------ | -------- | -------- | -------- | -------- | -------- | -------- | ----- | ------- | ------ |
| David Rumbutis | wielobój indywidualnie      | 12,166       | 12,033       | 11,200       | 13,100       | 11,733       | 12,533       | 72,765       | 61.          | NQ       | NQ       | NQ       | NQ       | NQ       | NQ       | NQ    | NQ      | [ 9 ]  |
| David Rumbutis | ćwiczenia wolne             | 12,166       | N/A          | N/A          | N/A          | N/A          | N/A          | 12,166       | 67.          | NQ       | NQ       | NQ       | NQ       | NQ       | NQ       | NQ    | NQ      | [ 9 ]  |
| David Rumbutis | ćwiczenia na poręczach      | N/A          | N/A          | N/A          | N/A          | 11,733       | N/A          | 11,733       | 68.          | NQ       | NQ       | NQ       | NQ       | NQ       | NQ       | NQ    | NQ      | [ 9 ]  |
| David Rumbutis | ćwiczenia na drążku         | N/A          | N/A          | N/A          | N/A          | N/A          | 12,533       | 12,533       | 61.          | NQ       | NQ       | NQ       | NQ       | NQ       | NQ       | NQ    | NQ      | [ 9 ]  |
| David Rumbutis | ćwiczenia na koniu z łękami | N/A          | 12,033       | N/A          | N/A          | N/A          | N/A          | 12,033       | 67.          | NQ       | NQ       | NQ       | NQ       | NQ       | NQ       | NQ    | NQ      | [ 9 ]  |
| David Rumbutis | ćwiczenia na kółkach        | N/A          | N/A          | 11,200       | N/A          | N/A          | N/A          | 11,200       | 71.          | NQ       | NQ       | NQ       | NQ       | NQ       | NQ       | NQ    | NQ      | [ 9 ]  |
| David Rumbutis | skok                        | N/A          | N/A          | N/A          | 12,716       | N/A          | N/A          | 12,716       | 21.          | NQ       | NQ       | NQ       | NQ       | NQ       | NQ       | NQ    | NQ      | [ 9 ]  |

Kobiety
| Zawodniczka    | Konkurencja            | Kwalifikacje | Kwalifikacje | Finał  | Finał   | Źródło |
| Zawodniczka    | Konkurencja            | Punkty       | Pozycja      | Punkty | Pozycja | Źródło |
| -------------- | ---------------------- | ------------ | ------------ | ------ | ------- | ------ |
| Jonna Adlerteg | ćwiczenia na poręczach | 14,533       | 12.          | NQ     | NQ      | [ 10 ] |

### Golf
| Zawodnik           | Konkurencja | Runda 1 | Runda 2 | Runda 3 | Runda 4 | Łącznie | Łącznie | Łącznie | Źródło |
| Zawodnik           | Konkurencja | Wynik   | Wynik   | Wynik   | Wynik   | Wynik   | Par     | Pozycja | Źródło |
| ------------------ | ----------- | ------- | ------- | ------- | ------- | ------- | ------- | ------- | ------ |
| Magdalene Sagström | kobiety     | 66      | 68      | 71      | 72      | 277     | – 7     | 20.     | [ 11 ] |
| Anna Nordqvist     | kobiety     | 72      | 69      | 68      | 70      | 279     | – 5     | 23.     | [ 11 ] |
| Alex Norén         | mężczyźni   | 67      | 67      | 72      | 67      | 273     | – 11    | 16.     | [ 12 ] |
| Henrik Norlander   | mężczyźni   | 68      | 73      | 72      | 67      | 280     | – 4     | 45.     | [ 12 ] |

### Jeździectwo
Ujeżdżenie
| Zawodnik                                       | Koń                      | Konkurencja                                  | Grand Prix | Grand Prix | Grand Prix Special | Grand Prix Special | Finał  | Finał | Źródło               |
| Zawodnik                                       | Koń                      | Konkurencja                                  | Wynik      | Poz.       | Wynik              | Poz.               | Wynik  | Poz.  | Źródło               |
| ---------------------------------------------- | ------------------------ | -------------------------------------------- | ---------- | ---------- | ------------------ | ------------------ | ------ | ----- | -------------------- |
| Therese Nilshagen                              | ujeżdżenie indywidualnie | Dante Weltino Old                            | 75,140     | 12.        | 75,988             | 14.                | 79,721 | 14.   | [ 13 ] [ 14 ] [ 15 ] |
| Juliette Ramel                                 | ujeżdżenie indywidualnie | Buriel K.H.                                  | 73,369     | 15.        | 75,714             | 15.                | 81,182 | 9.    | [ 13 ] [ 14 ] [ 15 ] |
| Antonia Ramel                                  | ujeżdżenie indywidualnie | Brother De Jeu                               | 68,540     | 35.        | NQ                 | NQ                 | NQ     | NQ    | [ 13 ] [ 14 ] [ 15 ] |
| Therese Nilshagen Juliette Ramel Antonia Ramel | ujeżdżenie drużynowe     | Dante Weltino Old Buriel K.H. Brother De Jeu | 7986,0     | 6.         | N/A                | N/A                | 7210,0 | 6.    | [ 16 ]               |

Skoki przez przeszkody
| Zawodnik                                                     | Konkurencja   | Koń                        | Kwalifikacje | Kwalifikacje | Kwalifikacje | Kwalifikacje | Finał      | Finał       | Finał   | Finał   | Dogrywka | Dogrywka          | Pozycja | Źródło        |
| Zawodnik                                                     | Konkurencja   | Koń                        | Kary         | Kary         | Łącznie      | Pozycja      | Kary       | Kary        | Łącznie | Pozycja | Kary     | Czas              | Pozycja | Źródło        |
| Zawodnik                                                     | Konkurencja   | Koń                        | Przeszkody   | Limit czasu  | Łącznie      | Pozycja      | Przeszkody | Limit czasu | Łącznie | Pozycja | Kary     | Czas              | Pozycja | Źródło        |
| ------------------------------------------------------------ | ------------- | -------------------------- | ------------ | ------------ | ------------ | ------------ | ---------- | ----------- | ------- | ------- | -------- | ----------------- | ------- | ------------- |
| Peder Fredricson                                             | indywidualnie | All In                     | 0            | 0            | 0            | 1.           | 0          | 0           | 0       | 1.      | 0        | 38,2              | srebro  | [ 17 ] [ 18 ] |
| Malin Baryard-Johnsson                                       | indywidualnie | Indiana                    | 0            | 0            | 0            | 1.           | 0          | 0           | 0       | 1.      | 0        | 40,76             | 5.      | [ 17 ] [ 18 ] |
| Henrik von Eckermann                                         | indywidualnie | King Edward                | 0            | 0            | 0            | 1.           | 0          | 0           | 0       | 1.      | 0        | 39,71             | 4.      | [ 17 ] [ 18 ] |
| Peder Fredricson Malin Baryard-Johnsson Henrik von Eckermann | drużynowo     | All In Indiana King Edward | 0            | 0            | 0            | 1.           | 4 0        | 0           | 8       | 1.      | 0        | 42,00 41,89 39,01 | złoto   | [ 19 ] [ 20 ] |

WKKW
| Zawodnik                                                                 | Konkurencja   | Koń                                  | Ujeżdżenie          | Cross country    | Skoki (runda kwalifikacyjna) | Razem     | Skoki (runda finałowa) | Finał | Pozycja | Źródło |
| ------------------------------------------------------------------------ | ------------- | ------------------------------------ | ------------------- | ---------------- | ---------------------------- | --------- | ---------------------- | ----- | ------- | ------ |
| Louise Romeike                                                           | indywidualnie | Cato 60                              | 28,00               | EL               | NQ                           | NQ        | NQ                     | NQ    | NQ      | [ 21 ] |
| Therese Viklund                                                          | indywidualnie | Viscera                              | 28,10               | EL               | NQ                           | NQ        | NQ                     | NQ    | NQ      | [ 21 ] |
| Ludvig Svennerstål Sara Algotsson Ostholt                                | indywidualnie | Balham Mist                          | 35,00               | EL               | NQ                           | NQ        | NQ                     | NQ    | NQ      | [ 21 ] |
| Louise Romeike Therese Viklund Ludvig Svennerstål Sara Algotsson Ostholt | drużynowo     | Cato 60 Viscera Balham Mist Chicuelo | 28,00 28,10 35,00 – | 200,00 WD 200,00 | 12 8,40 – 12,800             | 724,30+20 | N/A                    | N/A   | 14.     | [ 24 ] |

### Judo
| Zawodnik      | Konkurencja | 1/32                | 1/16                | 1/8                     | Ćwierćfinał         | Półfinał            | Repasaże            | Finał / 3. miejsce  | Finał / 3. miejsce | Źródła |
| Zawodnik      | Konkurencja | Przeciwniczka Wynik | Przeciwniczka Wynik | Przeciwniczka Wynik     | Przeciwniczka Wynik | Przeciwniczka Wynik | Przeciwniczka Wynik | Przeciwniczka Wynik | Pozycja            | Źródła |
| ------------- | ----------- | ------------------- | ------------------- | ----------------------- | ------------------- | ------------------- | ------------------- | ------------------- | ------------------ | ------ |
| Tommy Macias  | -73 kg (m)  | Bye                 | Scvorțov W 10-01    | Gjakova P 00-01         | NQ                  | NQ                  | NQ                  | NQ                  | 9.                 | [ 25 ] |
| Robin Pacek   | -81 kg (m)  | Thaoubani W 10-00   | Aprahamian W 10-00  | Casse P 01-11           | NQ                  | NQ                  | NQ                  | NQ                  | 9.                 | [ 26 ] |
| Marcus Nyman  | -90 kg (m)  | Bye                 | Finesse W 10-00     | Sherazadishvili P 00-10 | NQ                  | NQ                  | NQ                  | NQ                  | 9.                 | [ 27 ] |
| Anna Bernholm | -70 kg (k)  | N/A                 | Landolsi W 10-00    | Bellandi P 00-01        | NQ                  | NQ                  | NQ                  | NQ                  | 9.                 | [ 28 ] |

### Kajakarstwo
| Zawodnik        | Konkurencja   | Eliminacje | Eliminacje | Ćwierćfinały | Ćwierćfinały | Półfinały | Półfinały | Finał A/B | Finał A/B  | Pozycja | Źródło |
| Zawodnik        | Konkurencja   | Czas       | Pozycja    | Czas         | Pozycja      | Czas      | Pozycja   | Czas      | Pozycja    | Pozycja | Źródło |
| --------------- | ------------- | ---------- | ---------- | ------------ | ------------ | --------- | --------- | --------- | ---------- | ------- | ------ |
| Petter Menning  | K-1 200 m (m) | 34,698     | 1.         | N/A          | N/A          | 35,149    | 3.        | 35,562    | 6. Finał A | 6.      | [ 29 ] |
| Linnea Stensils | K-1 200 m (k) | 41,109     | 3.         | 41,313       | 1.           | 38,858    | 4.        | 39,287    | 5. Finał A | 5.      | [ 29 ] |
| Linnea Stensils | K-1 500 m (k) | 1:48,144   | 1.         | N/A          | N/A          | 1:51,902  | 1.        | 1:53,600  | 5. Finał A | 5.      | [ 29 ] |

### Kajakarstwo górskie
| Zawodnik    | Konkurencja | Eliminacje | Eliminacje | Eliminacje | Eliminacje | Eliminacje | Eliminacje | Półfinały | Półfinały | Finał  | Finał   | Pozycja | Źródło |
| Zawodnik    | Konkurencja | P 1        | M.         | P 2        | M.         | Razem      | M.         | Czas      | Miejsce   | Czas   | Miejsce | Pozycja | Źródło |
| ----------- | ----------- | ---------- | ---------- | ---------- | ---------- | ---------- | ---------- | --------- | --------- | ------ | ------- | ------- | ------ |
| Erik Holmer | K-1 (m)     | 100,36     | 18.        | 94,91      | 12.        | 94,91      | 16.        | 98,45     | 10.       | 148,59 | 9.      | 9.      | [ 30 ] |

### Kolarstwo

#### Kolarstwo górskie
| Zawodnik       | Konkurencja       | Czas    | Pozycja | Źródło |
| -------------- | ----------------- | ------- | ------- | ------ |
| Jenny Rissveds | cross-country (k) | 1:21:28 | 14.     | [ 31 ] |

### Lekkoatletyka
Konkurencje biegowe
| Zawodnik          | Konkurencja               | Eliminacje | Eliminacje | Półfinał | Półfinał | Finał    | Finał   | Źródło |
| Zawodnik          | Konkurencja               | Wynik      | Miejsce    | Wynik    | Miejsce  | Wynik    | Miejsce | Źródło |
| ----------------- | ------------------------- | ---------- | ---------- | -------- | -------- | -------- | ------- | ------ |
| Andreas Kramer    | 800 m (m)                 | 1:46,44    | 5.         | NQ       | NQ       | NQ       | NQ      | [ 32 ] |
| Kalle Berglund    | 1500 m (m)                | 3:49,43    | 12.        | NQ       | NQ       | NQ       | NQ      | [ 33 ] |
| Vidar Johansson   | 3000 m z przeszkodami (m) | 8:32,86    | 10.        | N/A      | N/A      | NQ       | NQ      | [ 34 ] |
| Emil Blomberg     | 3000 m z przeszkodami (m) | 8:39,57    | 13.        | N/A      | N/A      | NQ       | NQ      | [ 34 ] |
| Simon Sundström   | 3000 m z przeszkodami (m) | 8:29,84    | 11.        | N/A      | N/A      | NQ       | NQ      | [ 34 ] |
| Perseus Karlström | chód na 20 km (m)         | N/A        | N/A        | N/A      | N/A      | 1:22:29  | 9.      | [ 35 ] |
| Meraf Bahta       | 10 000 m (k)              | N/A        | N/A        | N/A      | N/A      | 32:10,49 | 18.     | [ 36 ] |
| Sarah Lahti       | 10 000 m (k)              | N/A        | N/A        | N/A      | N/A      | DNF      | DNF     | [ 36 ] |
| Carolina Wikström | maraton (k)               | N/A        | N/A        | N/A      | N/A      | 2:33:19  | 22.     | [ 37 ] |

Konkurencje techniczne
| Zawodnik           | Konkurencja        | Kwalifikacje | Kwalifikacje | Finał | Finał   | Źródło |
| Zawodnik           | Konkurencja        | Wynik        | Miejsce      | Wynik | Miejsce | Źródło |
| ------------------ | ------------------ | ------------ | ------------ | ----- | ------- | ------ |
| Daniel Ståhl       | rzut dyskiem (m)   | 66,12        | 1.           | 68,90 | złoto   | [ 38 ] |
| Simon Pettersson   | rzut dyskiem (m)   | 64,18        | 7.           | 67,39 | srebro  | [ 38 ] |
| Wictor Petersson   | pchnięcie kulą (m) | 19,73        | 28.          | NQ    | NQ      | [ 39 ] |
| Thobias Montler    | skok w dal (m)     | 8,01         | 8.           | 8,08  | 7.      | [ 40 ] |
| Kim Amb            | rzut oszczepem (m) | 82,40        | 12.          | 76,69 | 11.     | [ 41 ] |
| Armand Duplantis   | skok o tyczce (m)  | 5,75         | 3.           | 6,02  | złoto   | [ 42 ] |
| Maja Nilsson       | skok wzwyż (k)     | 1,95         | 11.          | 1,84  | 13.     | [ 43 ] |
| Erika Kinsey       | skok wzwyż (k)     | 1,93         | 15.          | NQ    | NQ      | [ 43 ] |
| Fanny Roos         | pchnięcie kulą (k) | 19,01        | 4.           | 18,91 | 7.      | [ 44 ] |
| Angelica Bengtsson | skok o tyczce (k)  | 4,55         | 12.          | 4,50  | 13.     | [ 45 ] |
| Michaela Meijer    | skok o tyczce (k)  | 4,40         | 16.          | NQ    | NQ      | [ 45 ] |
| Khaddi Sagnia      | skok w dal (k)     | 6,76         | 7.           | 6,67  | 9.      | [ 46 ] |

### Łucznictwo
| Zawodnik            | Konkurencja       | Runda rankingowa | Runda rankingowa | 1/32             | 1/16             | 1/8              | Ćwierćfinały     | Półfinały        | Finał            | Finał   | Źródło               |
| Zawodnik            | Konkurencja       | Wynik            | Miejsce          | Przeciwnik Wynik | Przeciwnik Wynik | Przeciwnik Wynik | Przeciwnik Wynik | Przeciwnik Wynik | Przeciwnik Wynik | Pozycja | Źródło               |
| ------------------- | ----------------- | ---------------- | ---------------- | ---------------- | ---------------- | ---------------- | ---------------- | ---------------- | ---------------- | ------- | -------------------- |
| Christine Bjerendal | indywidualnie (k) | 622              | 55.              | Rebagliati P 2-6 | NQ               | NQ               | NQ               | NQ               | NQ               | 33.     | [ 47 ] [ 48 ] [ 49 ] |

### Piłka nożna
- Reprezentacja kobiet

| - Hedvig Lindahl - Jonna Andersson - Emma Kullberg - Hanna Glas - Hanna Bennison - Magdalena Eriksson - Madelen Janogy - Lina Hurtig - Kosovare Asllani - Sofia Jakobsson - Stina Blackstenius |  | - Jennifer Falk - Amanda Ilestedt - Nathalie Björn - Olivia Schough - Filippa Angeldahl - Caroline Seger - Fridolina Rolfö - Anna Anvegård - Julia Roddar - Rebecka Blomqvist - Zećira Mušović |

| Drużyna | Konkurencja    | Faza grupowa          | Faza grupowa     | Faza grupowa      | Faza grupowa | Ćwierćfinały     | Półfinały        | Finał mecz o 3. miejsce          | Pozycja | Źródło |
| Drużyna | Konkurencja    | Przeciwnik Wynik      | Przeciwnik Wynik | Przeciwnik Wynik  | Pozycja      | Przeciwnik Wynik | Przeciwnik Wynik | Przeciwnik Wynik                 | Pozycja | Źródło |
| ------- | -------------- | --------------------- | ---------------- | ----------------- | ------------ | ---------------- | ---------------- | -------------------------------- | ------- | ------ |
| Szwecja | turniej kobiet | Stany Zjednoczone 3:0 | Australia 4:2    | Nowa Zelandia 2:0 | 1.           | Japonia 3:1      | Australia 1:0    | Kanada 1:1 2:3 w rzutach karnych | srebro  | [ 50 ] |

### Piłka ręczna
Turniej kobiet
- Reprezentacja kobiet

| - Johanna Bundsen - Carin Strömberg - Linn Blohm - Jamina Roberts - Melissa Petrén - Mathilda Lundström - Johanna Westberg - Jessica Ryde |  | - Nina Dano - Anna Lagerquist - Emma Lindqvist - Nathalie Hagman - Kristin Thorleifsdóttir - Elin Hansson - Jenny Carlson |

| Drużyna | Konkurencja    | Faza grupowa     | Faza grupowa                      | Faza grupowa     | Faza grupowa     | Faza grupowa     | Faza grupowa | Ćwierćfinały           | Półfinały        | Finał mecz o 3. miejsce | Pozycja | Źródło        |
| Drużyna | Konkurencja    | Przeciwnik Wynik | Przeciwnik Wynik                  | Przeciwnik Wynik | Przeciwnik Wynik | Przeciwnik Wynik | Pozycja      | Przeciwnik Wynik       | Przeciwnik Wynik | Przeciwnik Wynik        | Pozycja | Źródło        |
| ------- | -------------- | ---------------- | --------------------------------- | ---------------- | ---------------- | ---------------- | ------------ | ---------------------- | ---------------- | ----------------------- | ------- | ------------- |
| Szwecja | turniej kobiet | Hiszpania 31:24  | Rosyjski Komitet Olimpijski 36:24 | Francja 28:28    | Brazylia 34:31   | Węgry 23:26      | 1.           | Korea Południowa 39:30 | Francja 27:29    | Norwegia 19:36          | 4.      | [ 51 ] [ 52 ] |

Turniej mężczyzn
- Reprezentacja mężczyzn

| - Jonathan Carlsbogård - Max Darj - Niclas Ekberg - Daniel Pettersson - Andreas Palicka - Hampus Wanne - Mikael Aggefors - Fredric Pettersson |  | - Felix Claar - Lucas Pellas - Albin Lagergren - Jim Gottfridsson - Oskar Sunnefeldt - Lukas Sandell - Anton Lindskog |

| Drużyna | Konkurencja      | Faza grupowa     | Faza grupowa     | Faza grupowa     | Faza grupowa     | Faza grupowa     | Faza grupowa | Ćwierćfinały     | Półfinały        | Finał mecz o 3. miejsce | Pozycja | Źródło        |
| Drużyna | Konkurencja      | Przeciwnik Wynik | Przeciwnik Wynik | Przeciwnik Wynik | Przeciwnik Wynik | Przeciwnik Wynik | Pozycja      | Przeciwnik Wynik | Przeciwnik Wynik | Przeciwnik Wynik        | Pozycja | Źródło        |
| ------- | ---------------- | ---------------- | ---------------- | ---------------- | ---------------- | ---------------- | ------------ | ---------------- | ---------------- | ----------------------- | ------- | ------------- |
| Szwecja | turniej mężczyzn | Bahrajn 32:31    | Japonia 28:26    | Portugalia 29:28 | Egipt 22:27      | Dania 33:30      | 3.           | Hiszpania 33:34  | NQ               | NQ                      | 5.      | [ 53 ] [ 54 ] |

### Pływanie
| Zawodnik                                                                     | Konkurencja                     | Eliminacje | Eliminacje | Półfinał | Półfinał | Finał   | Finał   | Źródło               |
| Zawodnik                                                                     | Konkurencja                     | Czas       | Miejsce    | Czas     | Miejsce  | Czas    | Miejsce | Źródło               |
| ---------------------------------------------------------------------------- | ------------------------------- | ---------- | ---------- | -------- | -------- | ------- | ------- | -------------------- |
| Björn Seeliger                                                               | 50 m dowolnym (m)               | 22,19      | 23.        | NQ       | NQ       | NQ      | NQ      | [ 55 ]               |
| Robin Hanson                                                                 | 100 m dowolnym (m)              | 49,07      | 27.        | NQ       | NQ       | NQ      | NQ      | [ 56 ]               |
| Robin Hanson                                                                 | 200 m dowolnym (m)              | 1:47,02    | 23.        | NQ       | NQ       | NQ      | NQ      | [ 57 ]               |
| Victor Johansson                                                             | 800 m dowolnym (m)              | 7:49,14    | 10.        | N/A      | N/A      | NQ      | NQ      | [ 58 ]               |
| Victor Johansson                                                             | 1500 m dowolnym (m)             | 15:05,53   | 18.        | N/A      | N/A      | NQ      | NQ      | [ 59 ]               |
| Erik Persson                                                                 | 200 m klasycznym (m)            | 2:08,76    | 6.         | 2:08,76  | 4.       | 2:08,88 | 8.      | [ 60 ] [ 61 ] [ 62 ] |
| Sarah Sjöström                                                               | 50 m dowolnym (k)               | 24,26      | 4.         | 24,13    | 3.       | 24,07   | srebro  | [ 63 ] [ 64 ] [ 65 ] |
| Michelle Coleman                                                             | 50 m dowolnym (k)               | 24,84      | 20.        | NQ       | NQ       | NQ      | NQ      | [ 63 ] [ 64 ] [ 65 ] |
| Sarah Sjöström                                                               | 100 m dowolnym (k)              | 52,91      | 5.         | 52,82    | 4.       | 52,68   | 5.      | [ 66 ] [ 67 ] [ 68 ] |
| Michelle Coleman                                                             | 100 m dowolnym (k)              | 53,53      | 12.        | 53,73    | 14.      | NQ      | NQ      | [ 66 ] [ 67 ] [ 68 ] |
| Michelle Coleman                                                             | 100 m grzbietowym (k)           | 1:00,54    | 21.        | NQ       | NQ       | NQ      | NQ      | [ 69 ]               |
| Louise Hansson                                                               | 100 m grzbietowym (k)           | DNS        | DNS        | DNS      | DNS      | DNS     | DNS     | [ 69 ]               |
| Sophie Hansson                                                               | 100 m klasycznym (k)            | 1:05,66    | 4.         | 1:05,81  | 4.       | 1:06,07 | 6.      | [ 70 ] [ 71 ] [ 72 ] |
| Emelie Fast                                                                  | 100 m klasycznym (k)            | 1:07,98    | 27.        | NQ       | NQ       | NQ      | NQ      |                      |
| Sophie Hansson                                                               | 200 m klasycznym (k)            | 2:23,82    | 12.        | 2:24,28  | 10.      | NQ      | NQ      | [ 73 ] [ 74 ]        |
| Sarah Sjöström                                                               | 100 m motylkowym (k)            | 56,18      | 3.         | 56,40    | 4.       | 56,91   | 7.      | [ 75 ] [ 76 ] [ 77 ] |
| Louise Hansson                                                               | 100 m motylkowym (k)            | 56,97      | 6.         | 56,92    | 7.       | 56,22   | 5.      | [ 75 ] [ 76 ] [ 77 ] |
| Sarah Sjöström Michelle Coleman Louise Hansson\| Sara Junevik Sophie Hansson | sztafeta 4 × 100 m dowolnym (k) | 3:35,93    | 8.         | N/A      | N/A      | 3:34,69 | 6.      | [ 78 ] [ 79 ]        |
| Michelle Coleman Sophie Hansson Louise Hansson\| Sarah Sjöström              | sztafeta 4 × 100 m zmiennym (k) | 3:56,23    | 5.         | N/A      | N/A      | 3:54,27 | 5.      | [ 80 ] [ 81 ]        |

### Podnoszenie ciężarów
| Zawodnik          | Konkurencja   | Rwanie | Rwanie  | Podrzut | Podrzut | Razem  | Pozycja | Źródło |
| Zawodnik          | Konkurencja   | Wynik  | Pozycja | Wynik   | Pozycja | Razem  | Pozycja | Źródło |
| ----------------- | ------------- | ------ | ------- | ------- | ------- | ------ | ------- | ------ |
| Patricia Strenius | -76 kg kobiet | 102 kg | 7.      | 133 kg  | 4.      | 235 kg | 4.      | [ 82 ] |

### Skateboarding
| Zawodnik                 | Konkurencja | Eliminacje | Eliminacje | Eliminacje | Eliminacje | Finał | Finał | Finał | Pozycja | Źródło |
| Zawodnik                 | Konkurencja | 1          | 2          | 3          | Wynik      | 1     | 2     | 3     | Pozycja | Źródło |
| ------------------------ | ----------- | ---------- | ---------- | ---------- | ---------- | ----- | ----- | ----- | ------- | ------ |
| Oskar Rozenberg Hallberg | park (m)    | 3,83       | 28,20      | 56,66      | 56,66      | NQ    | NQ    | NQ    | 17.     | [ 83 ] |

### Skoki do wody
| Zawodnik        | Konkurencja                      | Preeliminacje | Preeliminacje | Półfinał | Półfinał | Finał  | Finał   | Źródło        |
| Zawodnik        | Konkurencja                      | Punkty        | Miejsce       | Punkty   | Miejsce  | Punkty | Miejsce | Źródło        |
| --------------- | -------------------------------- | ------------- | ------------- | -------- | -------- | ------ | ------- | ------------- |
| Emma Gullstrand | trampolina 3 m indywidualnie (k) | 289,65        | 12.           | 288,85   | 13.      | NQ     | NQ      | [ 84 ] [ 85 ] |

### Strzelectwo
| Zawodnik       | Konkurencja | Kwalifikacje | Kwalifikacje | Finał | Finał   | Źródło |
| Zawodnik       | Konkurencja | Wynik        | Pozycja      | Wynik | Pozycja | Źródło |
| -------------- | ----------- | ------------ | ------------ | ----- | ------- | ------ |
| Stefan Nilsson | skeet (m)   | 119          | 23.          | NQ    | NQ      | [ 86 ] |

### Tenis stołowy
| Zawodnik                                       | Konkurencja           | Eliminacje       | Runda 1          | Runda 2          | Runda 3          | 1/8 finału                | Ćwierćfinały     | Półfinały        | Finał            | Finał   | Źródło |
| Zawodnik                                       | Konkurencja           | Przeciwnik Wynik | Przeciwnik Wynik | Przeciwnik Wynik | Przeciwnik Wynik | Przeciwnik Wynik          | Przeciwnik Wynik | Przeciwnik Wynik | Przeciwnik Wynik | Pozycja | Źródło |
| ---------------------------------------------- | --------------------- | ---------------- | ---------------- | ---------------- | ---------------- | ------------------------- | ---------------- | ---------------- | ---------------- | ------- | ------ |
| Mattias Falck                                  | gra pojedyncza (m)    | N/A              | N/A              | N/A              | Assar P 3-4      | NQ                        | NQ               | NQ               | NQ               | 17.     | [ 87 ] |
| Anton Källberg                                 | gra pojedyncza (m)    | N/A              | N/A              | Kumar W 4-0      | Lin Yun-ju P 1-4 | NQ                        | NQ               | NQ               | NQ               | 17.     | [ 87 ] |
| Mattias Falck Anton Källberg Kristian Karlsson | turniej drużynowy (m) | N/A              | N/A              | N/A              | N/A              | Stany Zjednoczone · W 3-0 | Japonia · P 1-3  | NQ               | NQ               | 5.      | [ 88 ] |
| Christina Källberg                             | gra pojedyncza (k)    | Bye              | Shao Jieni P 3-4 | NQ               | NQ               | NQ                        | NQ               | NQ               | NQ               | 49.     | [ 89 ] |
| Linda Bergström                                | gra pojedyncza (k)    | Bye              | Mukherjee P 3-4  | NQ               | NQ               | NQ                        | NQ               | NQ               | NQ               | 49.     | [ 89 ] |

### Tenis ziemny
| Zawodnik         | Konkurencja | Pierwsza runda          | Druga runda               | Trzecia runda    | Ćwierćfinały     | Półfinały        | Finał            | Finał   | Źródło |
| Zawodnik         | Konkurencja | Przeciwnik Wynik        | Przeciwnik Wynik          | Przeciwnik Wynik | Przeciwnik Wynik | Przeciwnik Wynik | Przeciwnik Wynik | Pozycja | Źródło |
| ---------------- | ----------- | ----------------------- | ------------------------- | ---------------- | ---------------- | ---------------- | ---------------- | ------- | ------ |
| Rebecca Peterson | singiel (k) | Szarif W 1-2 (7:6, 7:6) | Rybakina P 1-2 (6:2, 6:3) | NQ               | NQ               | NQ               | NQ               | 17.     | [ 90 ] |

### Wioślarstwo
| Zawodnik        | Konkurencja | Eliminacje | Eliminacje | Repasaż | Repasaż | Ćwierćfinały | Ćwierćfinały | Półfinały | Półfinały       | Finał   | Finał      | Miejsce | Źródło |
| Zawodnik        | Konkurencja | Czas       | M.         | Czas    | M.      | Czas         | M.           | Czas      | M.              | Czas    | M.         | Miejsce | Źródło |
| --------------- | ----------- | ---------- | ---------- | ------- | ------- | ------------ | ------------ | --------- | --------------- | ------- | ---------- | ------- | ------ |
| Lovisa Claesson | W1x         | 7:58,41    | 3.         | N/A     | N/A     | 8:16,99      | 4.           | 7:35,91   | 1. Półfinał C/D | 7:41,07 | 2. Finał A | 14.     | [ 91 ] |

### Zapasy
| Zawodnik            | Konkurencja                    | 1/16             | 1/8              | Ćwierćfinał      | Półfinał         | Repesaż 1        | Finał            | Finał   | Źródło |
| Zawodnik            | Konkurencja                    | Przeciwnik Wynik | Przeciwnik Wynik | Przeciwnik Wynik | Przeciwnik Wynik | Przeciwnik Wynik | Przeciwnik Wynik | Pozycja | Źródło |
| ------------------- | ------------------------------ | ---------------- | ---------------- | ---------------- | ---------------- | ---------------- | ---------------- | ------- | ------ |
| Alexandros Kessidis | -77 kg mężczyzn styl klasyczny | N/A              | Hüseynov P 1-1   | NQ               | NQ               | NQ               | NQ               | 11.     | [ 92 ] |
| Sofia Mattsson      | -53 kg kobiet styl wolny       | N/A              | Phogat P 1-7     | NQ               | NQ               | NQ               | NQ               | 13.     | [ 93 ] |
| Henna Johansson     | -62 kg kobiet styl wolny       | N/A              | al-Amiri W 5-1   | Kawai P 2-10     | NQ               | Owczarowa P 7-8  | NQ               | 7.      | [ 94 ] |

### Żeglarstwo
| Zawodnik                         | Konkurencja  | Wyścig | Wyścig | Wyścig | Wyścig | Wyścig | Wyścig | Wyścig | Wyścig | Wyścig | Wyścig | Wyścig | Wyścig | Wyścig | Punkty | Finałowa pozycja | Źródło  |
| Zawodnik                         | Konkurencja  | 1      | 2      | 3      | 4      | 5      | 6      | 7      | 8      | 9      | 10     | 11     | 12     | M*     | Punkty | Finałowa pozycja | Źródło  |
| -------------------------------- | ------------ | ------ | ------ | ------ | ------ | ------ | ------ | ------ | ------ | ------ | ------ | ------ | ------ | ------ | ------ | ---------------- | ------- |
| Josefin Olsson                   | Laser Radial | 34     | 15     | 8      | 4      | 1      | 6      | 4      | 9      | 22     | 10     | N/A    | N/A    | 2      | 81     | srebro           | [ 95 ]  |
| Olivia Bergström Lovisa Karlsson | 470          | 17     | 9      | 10     | 16     | 7      | 9      | 18     | 14     | 11     | 18     | N/A    | N/A    | NQ     | 111    | 14.              | [ 96 ]  |
| Jesper Stålheim                  | Laser        | 22     | 11     | 1      | 20     | 4      | 17     | 11     | 9      | 29     | 13     | N/A    | N/A    | NQ     | 108    | 14.              | [ 97 ]  |
| Max Salminen                     | Finn         | 8      | 12     | 7      | 8      | 12     | 8      | 4      | 2      | 11     | 12     | N/A    | N/A    | 18     | 90     | 9.               | [ 98 ]  |
| Anton Dahlberg Fredrik Bergström | 470          | 1      | 15     | 8      | 5      | 6      | 11     | 1      | 5      | 3      | 1      | N/A    | N/A    | 4      | 45     | srebro           | [ 99 ]  |
| Emil Järudd Cecilia Jonsson      | Nacra 17     | 17     | 13     | 11     | 16     | 12     | 14     | 19     | 16     | 3      | 10     | 16     | 16     | NQ     | 144    | 14.              | [ 100 ] |

M – Wyścig medalowy